# Liefs Uit...
Liefs Uit... (voorheen KRO's Liefs Uit...)  is een televisieprogramma van de Nederlandse publieke omroep KRO-NCRV dat van 2011 tot december 2017 werd uitgezonden, gepresenteerd door Yvon Jaspers (2011-2014) en Joris Linssen (2017).

## Inhoud
In het programma worden Nederlanders gevolgd die met een buitenlandse partner een toekomst in Nederland op willen bouwen. Hierbij wordt gekeken naar culturele verschillen tussen de koppels, maar ook de complexiteit van visumaanvraag, het inburgeren en geaccepteerd worden in de Nederlandse samenleving. Een vergelijkbare serie is Grenzeloos Verliefd van Net5, waarin Nederlanders met een buitenlandse partner naar het land van hun partner verhuizen.

## Overzicht seizoenen
Hieronder volgt een overzicht van de verschillende seizoenen.

### Seizoen 1
Seizoen 1 werd uitgezonden van 13 september tot 18 oktober 2011 in 6 afleveringen. Iedere aflevering kwamen de verhaallijnen van meerdere koppels in beeld.
| Koppel                | Herkomst Partner |
| --------------------- | ---------------- |
| Marlies en Musa       | Gambia           |
| Sam en Chinchu        | India            |
| Arjen en Orsola       | Italië           |
| Tom en Anastassiya    | Kazachstan       |
| Jacqueline en Ramiwel | Nicaragua        |

### Seizoen 2
Seizoen 2 is uitgezonden van 16 augustus tot 4 oktober 2012. In iedere aflevering staat het verhaal van één koppel centraal.
| Koppel            | Herkomst Partner |
| ----------------- | ---------------- |
| Dieuwertje en Ali | Pakistan         |
| Fenna en Rahman   | Ghana            |
| Jeroen en Marie   | Frankrijk        |
| Elvira en Julio   | Ecuador          |
| Twin en Faranak   | Iran             |
| Petra en Fajar    | Indonesië        |
| Jelske en Tawfiq  | Ghana            |
| Paul en Diego     | Colombia         |

### Kerstspecial 2012
In de kerstspecial gaan 5 koppels uit seizoen 1 en 2 met Yvon naar Texel. 
Uit seizoen 1 zijn Sam en Chinchu (India) en Jacqueline en Ramiwell (Nicaragua) aanwezig. Uit seizoen 2 zijn Dieuwertje en Ali (Pakistan), Elvira en Julio (Ecuador) en Fenna en Rahman (Ghana) en hun pasgeboren zoon te zien.

### Seizoen 3
Seizoen 3 werd uitgezonden tussen 5 september en 24 oktober 2013. Net als in seizoen 2 gaat iedere aflevering over het verhaal van 1 koppel.
| Koppel                  | Herkomst Partner |
| ----------------------- | ---------------- |
| Jeniffer en Metin       | Turkije          |
| Simone en Keo           | Laos             |
| Vincent en Lynn         | Singapore        |
| Anne-Marijn en Thusitha | Sri Lanka        |
| Ellen en Bismark        | Ghana            |
| Michael en Lorena       | Chili            |
| Camiel en Daniel        | Malawi           |
| Suzan en Aziel          | Mexico           |

### Seizoen 4
Seizoen 4 werd uitgezonden tussen 28 augustus 2014 en 23 oktober 2014.
| Koppel           | Herkomst Partner |
| ---------------- | ---------------- |
| Fabian en Sofia  | Mexico           |
| Eva en Omer      | Israël           |
| Merel en Gijs    | Brazilië         |
| Sanita en Hakan  | Turkije          |
| Jeroen en Linzi  | China            |
| Hester en Dawit  |                  |
| Marlisa en Vadim | Rusland          |
| Jorn en Elaine   |                  |

### Seizoen 5
Seizoen 5 werd uitgezonden tussen 8 november 2017 en 20 december 2017.
| Koppel               | Herkomst Partner |
| -------------------- | ---------------- |
| Sanne en Ebu         | Turkije          |
| Victor en Lucien     | Venezuela        |
| Maurits en Rhoda     | Kenia            |
| Willemijn en Bennett |                  |
| Floris en Joana      | Portugal         |
| Natasja en Mo        | Tunesië          |